# Ramón Laporta Girón
Ramón Laporta Girón (Garcihernández, 6 de maig de 1900-Madrid, 10 d'octubre de 1965) va ser un polític espanyol.

## Biografia
«Camisa vella» de Falange, durant la Guerra civil va ser cap provincial de FE de las JONS a Salamanca. Posteriorment s'integraria en FET y de las JONS, ocupant diversos càrrecs durant la Dictadura franquista.
A mitjan 1940 va ser nomenat governador civil d'Albacete; a aquest càrrec sumaria també el cap provincial de FET y de las JONS. Una de les seves primeres mesures va ser emprendre una renovació en els càrrecs polítics de la província, incloent la designació de Manuel Lodares Alfaro com a alcalde d'Albacete. En l'estiu de 1941 va arribar a presentar-se voluntari de la Divisió Blava, si bé no marxaria al Front rus al·legant «altres interessos» que li ho van impedir.
L'abril del 1943 va ser nomenat governador civil de València, càrrec al qual poc després sumaria el cap provincial de FET y de las JONS —quedant unificats tots dos càrrecs. Home de tendències clarament falangistes, la seva arribada al càrrec va implicar una intensificació de l'escenografia pública falangista. Per part seva, els antics càrrecs públics procedents de les files de la Dreta Regional Valenciana van quedar relegats a una segona fila, ocupant posats d'escassa entitat. A la fi de 1949, emparant-se en l'anomenada «Ley de vagos y maleantes», va emprendre una dura campanya pública contra els captaires i la població indigent de la capital. Va cessar en 1950, sent substituït per Diego Salas Pombo.
També va ser procurador en les Corts franquistes i membre del Consell Nacional de FET y de las JONS, Comissari Nacional de l'atur (1950 - 1958) i director general de política interior fins a la seva mort el 1965.

## Reconeixements
- Medalla d'Or del Mèrit Social Penitenciari (1946)[12]
- Gran Creu de l'Orde del Mèrit Civil (1947)[13]